# براد ووماك
براد ووماك (بالإنجليزية: Brad Womack)‏ هو صاحب مطعم أمريكي، ولد في 10 نوفمبر 1972 في أتلانتا في الولايات المتحدة.